# Banebdyedet

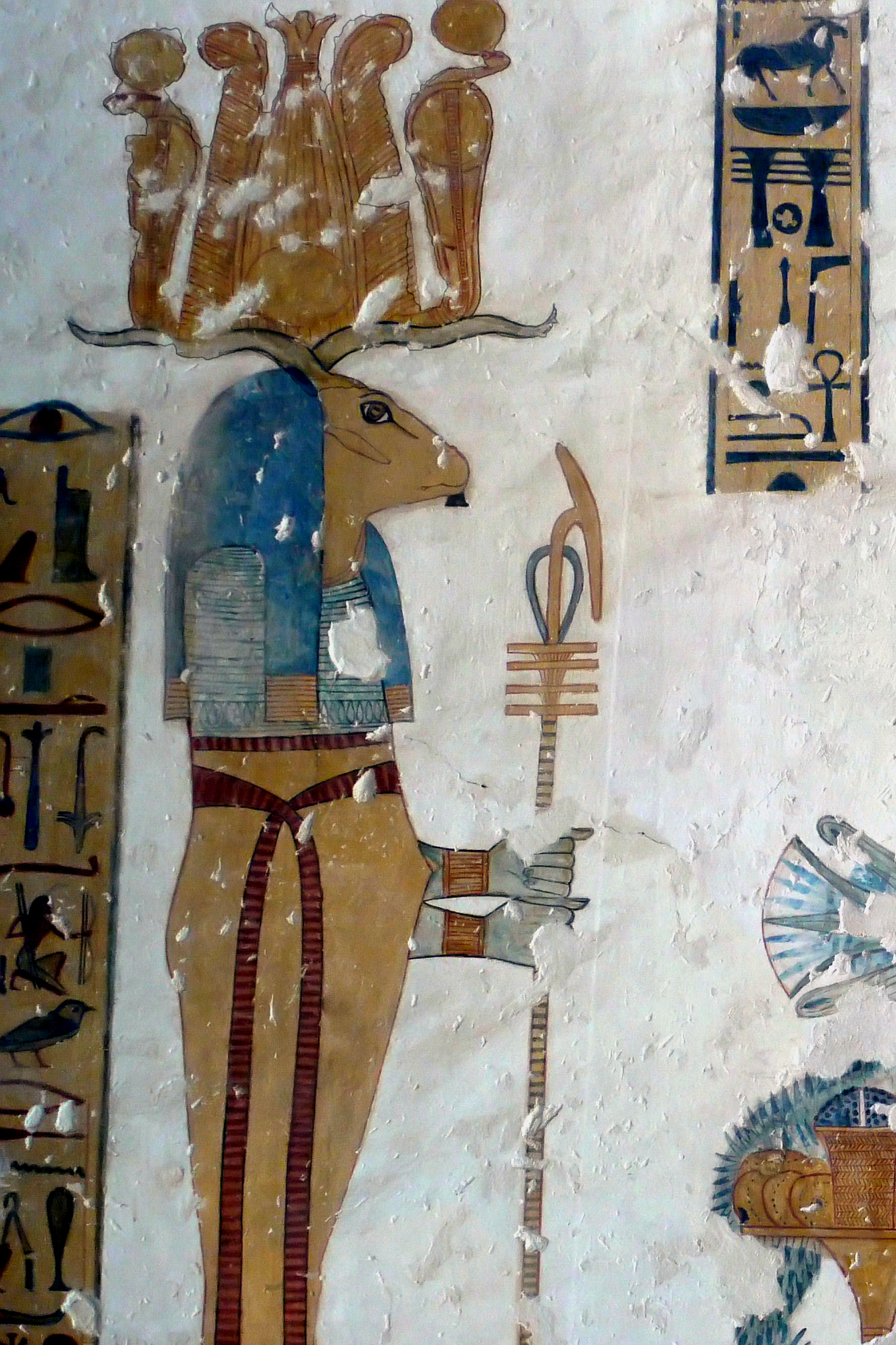
Imagen de Banebdyedet en la tumba KV19.

Banebdyedet (Benebdjedet) era el dios carnero de Mendes, capital del nomo XVI del Bajo Egipto, en el delta del Nilo. Banebdyedet significa "Señor del Ba, Dyedet", nombre egipcio de Mendes. La expresión ba hace referencia al espíritu del creador, en este caso Ra, dios solar. El espíritu viviente de Ra en forma de carnero es un símbolo de su virilidad y vigor sexual como creador. Fue esposo de la diosa pez Hatmehit y padre de una forma de Harpócrates, llamado Hor-pa-jard u Harpajered, Horus niño.
- Nombre egipcio: Banebdyeduy o Banebdyedet. Nombre griego: Bendeti.

## Mitología
Banebdyedet era un dios local de Mendes hasta la llegada de los grandes dioses, entonces, el espíritu del creador asume primero a Ra y luego a Osiris, Seth y Shu, adquiriendo cuatro cabezas para convertirse finalmente en Jnum, dios de las aguas. En la Letanía de Ra, grabada en la estela encontrada en Medinet Habu, se narra que Ptah, dios creador en Menfis, se transforma en Banebdyedet, el dios carnero, para convertirse en padre del faraón. En el mito osiríaco apoya a Seth, pero también solicita la ayuda de Neith para deshacer el entuerto y que ella decida quien merece el trono en el Juicio entre Horus y Seth (papiro Chester Beatty I).
| E10 | V30 | R11 | R11 | X1 · O49 |

| E10 | V30 | R11 | R11 | X1 · O49 |